# 海ヘト続ク地図ニ無イ道
『海ヘト続ク地図ニ無イ道』（うみヘトつづクちずニなイみち）は、赤石路代による日本の漫画短編集。表題作を含む4作品が収録されており、いずれの作品も東日本大震災後の被災地を題材としている。単行本のカバー絵の水平線は、同時発売の『エンジェル・トランペット』4巻の水平線と繋がっている。

## 収録作品
桜ノ木ノ下デ
2012年『flowers3月号増刊凛花』掲載
父が福島に残り、母と妹と供に母方の祖母の家へ避難してきた少女が、祖母から曾祖父に関する不思議な話を聞く。
題字は、書道家である赤石の母の手によるものである。ENDLICHERI☆ENDLICHERIの『ソメイヨシノ』をイメージした作品。

風ガ来タ午後
2012年『flowers7月号増刊凛花』掲載
震災で避難所に連れて行くことが出来ずに被災地に置き去りにされたペットたちが擬人化して描かれた作品。

海ヘト続ク地図ニ無イ道
2013年『flowers3月号増刊春号』『flowers』12月号掲載
被災地が「地図にない町」として扱われ、作業員らの死も隠蔽されている遠い未来の話。
自転車で旅をする少年が「地図にない町」へと迷い込み、町の真実と向き合っていく。

花といえばソメイヨシノ
2008年『flowers』6月号掲載
エッセイ。

## 書誌情報
- 赤石路代『海ヘト続ク地図ニ無イ道』 小学館〈フラワーコミックスα〉 全1巻
  1. 2014年2月10日発売[2]、ISBN 978-4-09-135744-1